# Турсинхан Абдрахманова
Турсинхан Абдрахманова (на казахски: Тұрсынхан Әбдірахманова) е съветска казахстанска литературоведка, преводачка и поетеса. През 1984 г. е удостоена със званието „народен писател“ на Казахската ССР.

## Биография и творчество
Турсинхан Абдрахманова е родена на 25 октомври 1921 г. в село Боке, Жармински район, Семипалатинска област, Казахска съветска социалистическа република|Казахстан, СССР. Родителите ѝ умират рано и тя е отгледана от чичо си. Учи в педагогическото училище в Аягоз.
По време на Великата отечествена война от 1941 г. работи като учителка, директор на училище, като първи секретар на комитетите на Комсомола в районите Абай и Аягоз. През 1944 г. става член на Комунистическата партия и ръководител на отдела на окръжния партиен комитет в Шар. Завършва партийната школа при ЦК на Комунистическата партия на Казахстан. В периода 1947 – 1949 г. е инструктор във Висшето партийно училище в Алмати. В периода 1950 – 1954 г. е журналист и ръководител на рубрика в списание „Жени на Казахстан“.
В периода 1954 – 1959 г. следва във Факултета по журналистика на Държавния университет на Казахстан, а след завършването прави аспирантура в него в периода 1959 – 1963 г. От 1966 до 1966 г. работи като старши редактор в Държавния комитет за издателство, печат и търговия с книги на Казахската ССР, а от 1967 до 1969 г. като научен секретар в Академията на науките на Казахската ССР. В периода 1969 – 1986 г. работи като старши научен работник в Института за литература и изкуство на Академията на науките на Казахската ССР.
През 1964 г. защитава докторска дисертация на тема „Лириката на Иляс Жансугуров“, а през 1981 г. става доктор по филология с дисертация на тема „Поетиката на Касим Аманжолов и традиционната му връзка с днешната казахска лирика“.
От 1950 г. стихотворенията ѝ се публикуват в списания и вестници. Първата ѝ книга, стихосбирката „Ән“ (Песен), е издадена през 1959 г. През следващите години излизат стихосбирките ѝ: „Песен след песен“ (1962), „Познавате ли ги?“ (1963), „Излитане“ (1966), „Моята душа е гълъб“ (1968), „Ключ“ (1972), „Зрялост“ (1974), „Бял лъч“ (Москва, 1971), „Нежност“ (Москва, 1975), „Ковчег от перли“ (1975), и др.
В произведенията ѝ широко развива темата за живота на казахстанките. Нейната лирична героиня възприема света в цялост и взаимовръзка, с всичките му болки и тревоги, с националната идентичност, присъща на казахската литература. Пейзажната ѝ лирика представлява значителна част от нейната поезия. Образите на природата са емоционалният тласък за пресъздаването на света.
Освен с научна и поетична дейност, тя прави и литературен превод. Превежда на казахски език „Историята на безсмъртния кораб“ на Евгений Юнг, романа на Михайло Стелмах „Човешката кръв не е вода“, разказа на Александра Маяковская „Детство и младост на Владимир Маяковски“, и др.
За творчеството си е наградена с ордени и медали – орден „Знак на честта“, медал „За трудово отличие“, орден „Парасат“ на Република Казахстан. През 1984 г. е удостоена със званието народен писател на Казахската ССР. През 1985 г. е удостоена с наградата „Ш. Валиханов“ на Академията на науките на Казахската ССР за работата ѝ в областта на науката.
Турсинхан Абдрахманова умира на 11 октомври 2003 г. в Алмати, Казахстан.

## Произведения
- Ән (1959)
- Әннен әнге (1962)
- Танисыз ба бұларды (1963)
- Шырқау (1966)
- Көгершін көңіл (1968)
- Кілт (1972)
- Мерей (1981)
- Наз көңіл (1984)
- Ақшам (1987)
- Сыр бөлісемін (1992)